# Tasidyptes hunteri
Tasidyptes hunteri ist eine irrtümlich als ausgestorben beschriebene Pinguinart, deren subfossile Überreste auf der 5 km vor der Nordwestküste Tasmaniens gelegenen Insel Hunter Island in der Bass-Straße entdeckt wurden. 35 Jahre nach der Beschreibung der Art belegten DNA-Analysen der Knochenfragmente jedoch, dass diese drei existierenden Pinguinarten zugeordnet werden können.

## Merkmale
Tasidyptes hunteri ist von vier Knochen bekannt, die in einem Køkkenmødding der Aborigines auf Hunter Island zu Tage gefördert wurden und sich heute im Museum von Launceston befinden. Diese Knochen bestehen aus einem Becken, einem Synsacrum, einem linken Tarsometatarsus und einem linken Rabenbein von mindestens zwei Individuen, von denen eines ein Jungvogel war. Der taxonomische Status dieser Art ist umstritten. Während der Tarsometatarsus und das Rabenbein nicht von denen des Felsenpinguins zu unterscheiden sind, gilt der hintere Kreuzbeinwirbel von Tasidyptes hunteri, der lange, dünne Querfortsätze aufweist, als Indiz für eine eigenständige Art. Vermutlich war dieser Pinguin nicht auf Hunter Island endemisch, sondern ein Wandergast aus einem bis heute unbekannten Brutgebiet.

## Aussterben
Die stratigraphische Zuordnung der Knochen von Tasidyptes hunteri wird auf den Zeitraum zwischen 1050 und 1392 n. Chr. datiert. Der genaue Aussterbezeitpunkt ist nicht bekannt. Die Art wurde von den Tasmaniern gejagt und es ist möglich, dass sie bis gegen Ende des 18. Jahrhunderts überlebt hatte.